# Universidad Nacional de Lesoto
La Universidad nacional de Lesoto (en inglés: National University of Lesotho) se encuentra en la pequeña localidad africana de Roma, a unos 34 kilómetros al sudeste de Maseru, capital de Lesoto. El valle de Roma es amplio y está rodeado por una barrera de montañas escarpadas que ofrece un paisaje magnífico. La universidad goza de un clima templado con cuatro estaciones bien diferenciadas. El órgano de gobierno de la Universidad es el Consejo y la política académica está en manos del Senado, tanto el Consejo como el Senado están establecidos en la ley. Fue establecida en 1945 y se trata de una institución pública.